# Lee Horsley
Lee Arthur Horsley (15 de mayo de 1955) es un actor de cine, televisión y actor de teatro estadounidense, más conocido por sus papeles en Nero Wolfe, Matt Houston, y Paradise. Protagonizó la película The Sword and the Sorcerer y grabó un audiolibro. Horsley se casó con Stephanie Downer en 1980 y es padre de dos hijos, Amber y Logan, y escribe novelas del oeste.

## Vida personal
Horsley nació en Muleshoe, Texas, sede del condado de Bailey en el oeste de Texas Panhandle. Creció en Denver, Colorado, y cantaba en el coro de la iglesia. Horsley se casó con Stephanie Downer en 1980 y es padre de una hija, Amber, en 1981 y de un hijo, Logan, en 1983. Horsley es un amante de la naturaleza, jinete, participante de rodeo y autor de novelas del oeste.

## Filmografía
| Año  | Título                      | Papel              | Notas                    |
| ---- | --------------------------- | ------------------ | ------------------------ |
| 2015 | The Hateful Eight           | Ed                 |                          |
| 2012 | Django Unchained            | Sheriff Gus        |                          |
| 2007 | Showdown at Area 51         | Diamond Joe Carson |                          |
| 2005 | Jasper: The Story of a Mule | Narrador           | Papel de voz             |
| 2003 | Dismembered                 | Joe Kenny          |                          |
| 1999 | Nightmare Man               | Ed Cody            |                          |
| 1994 | Unlawful Passage            | Peter Browning     |                          |
| 1982 | The Sword and the Sorcerer  | Príncipe Talon     | Premio Saturn (nominado) |

## Televisión
| Año       | Título                             | Papel                  | Notas                                                                                       |
| --------- | ---------------------------------- | ---------------------- | ------------------------------------------------------------------------------------------- |
| 2001      | Touched by an Angel                | Guy Garfield           | Episodio: I Am an Angel                                                                     |
| 1998      | Wind on Water                      | Gardner Poole          |                                                                                             |
| 1996      | The Care and the Handling of Roses | Tom Doster             | Película de televisión                                                                      |
| 1996      | Home Song                          | Tom Gardner            | Película de televisión                                                                      |
| 1995      | Snowy River: The McGregor Saga     | Seamus O'Neil          | Episodio: Rough Passage Episodio: The Prodigal Father (1) Episodio: The Prodigal Father (2) |
| 1994–1995 | Hawkeye                            | Natty 'Hawkeye' Bumppo | 1 temporada, 22 Episodios                                                                   |
| 1994      | The Corpse Had a Familiar Face     | Ben Nicholson          | Película de televisión                                                                      |
| 1994      | French Silk                        | Detective Cassidy      | Película de televisión                                                                      |
| 1992–1993 | Bodies of Evidence                 | Lt. Ben Carroll        |                                                                                             |
| 1988–1991 | Paradise                           | Ethan Allen Cord       | Western Heritage Award (ganador)                                                            |
| 1991      | Palomino                           | Tate Jordan            | Película de televisión                                                                      |
| 1990      | The Face of Fear                   | Graham Harris          | Película de televisión                                                                      |
| 1989      | Single Women Married Men           | Ross Marino            | Película de televisión                                                                      |
| 1988      | Dolly                              | Jim Miller             | Episodio: 1.15                                                                              |
| 1987      | Infidelity                         | Nick Denato            | Película de televisión                                                                      |
| 1986      | North and South, Book II           | Rafe Beaudeen          | Miniserie                                                                                   |
| 1986      | Crossings                          | Nick Burnham           | Miniserie                                                                                   |
| 1982–1985 | Matt Houston                       | Matlock 'Matt' Houston |                                                                                             |
| 1985      | Thirteen at Dinner                 | Bryan Martin           | Película de televisión                                                                      |
| 1985      | When Dreams Come True              | Alex Kazloff           | Película de televisión                                                                      |
| 1983      | The Love Boat                      |                        | Episodio: China Cruise(1)                                                                   |
| 1982      | The Wild Women of Chastity Gulch   | Capitán John Cain      | Película de televisión                                                                      |
| 1981      | Nero Wolfe                         | Archie Goodwin         |                                                                                             |